# Mecynorhina oberthuri
Mecynorhina oberthuri är en skalbaggsart. Mecynorhina oberthuri ingår i släktet Mecynorhina och familjen Cetoniidae.

## Underarter
Arten delas in i följande underarter:
- M. o. oberthuri
- M. o. kirchneri